# George Washington-klass
George Washington-klass var en klass kärnvapenbestyckade atomdrivna strategiska ubåtar konstruerad av USA.

## Konstruktion
För att kunna uppfylla sin del av ett hotande kärnvapenkrig mot Sovjetunionen beställde USA:s flotta utvecklingen av den kärnvapenbestyckade kryssningsroboten RGM-6 Regulus. Den kom att började användas för kärnvapenpatruller ombord på ett par konverterade ubåtar USS Tunny och USS Barbero under 1957. Senare sjösatte man en dedikerad atomdriven ubåt, USS Halibut (SSGN-587) som kunde bära fem kryssningsrobotar. Men då Regulus-roboten var tvungen att avfyras från ytan och styras mot målet från ubåten eller en markstation så var vapensystemet av tämligen begränsad användning. I sitt sökande efter en mer effektiv kärnvapen robot så övervägde man en variant av arméns PGM-19 Jupiter för ubåtsbasering. Men då denna robot var tämligen stor på grund av sin tunga stridsspets och använde flytande drivmedel valde man att satsa på utvecklingen av UGM-27 Polaris som skulle kunna dra nytta av nya och betydligt mindre stridsspetsar.
För att snabbt ta fram en atomdriven robotubåt som kunde bära den nya Polaris-roboten så valde man att basera den på Skipjack-klassen av atomdrivna attackubåtar genom att skrovet delades mellan tornet och reaktoravdelningen för att förlänga skrovet med en 40 meter lång skrovsektion som innehåller de 16 robottuberna. Detta fick bland annat till följd att ubåtarna i klassen fick sex torpedtuber trots sin defensiva roll.

## Fartyg i klassen

### USSGeorge Washington(SSBN-598)
Påbörjad: 1 november 1957, Sjösatt: 9 juni 1959, Tagen i tjänst: 30 december 1959, Avrustad: 24 januari 1985, Skrotad: 1998

USS George Washington kölsträcktes som attackubåten USS Scorpion (SSN-589) den 1 november 1957 på General Dynamics Electric Boats varv i Groton, Connecticut. Då USA:s flotta beställde George Washington-klassen av robotubåtar den 31 december 1957 valde man i januari 1958 att kapa det påbörjade skrovet till USS Scorpion på stapelbädden för att infoga skrovsektionen för robottuberna, i samband med detta bytte ubåten namn till USS George Washington. Namnet USS Scorpion kom att återanvändas till en senare ubåt ur Skipjack-klassen som kom att förlisa 1968. USS George Washington sjösattes den 9 juni 1959 och togs i tjänst den 30 december 1959. Hon fick sitt namn efter den första amerikanska presidenten George Washington. Hon lämnade Gronton den 28 juni 1960 för Cape Canaveral, Florida, där hon lastade ombord två Polaris robotar för att löpa ut till Atlantic Missile Test Range där hon den 20 juli 1960 genomförde den första provskjutningen av en Polaris-robot från en ubåt. Hon lastade ombord 16 kärnvapenladdade Polaris-robotar vid Naval Weapons Station Charleston och löpte ut på sin första avskräckningspatrull den 15 november 1960. Hennes reaktor fick nytt bränsle 1970 och hon överfördes till Stillahavsflottan.

### USSPatrick Henry(SSBN-599)
Påbörjad: 27 maj 1958, Sjösatt: 22 september 1959, Tagen i tjänst: 11 april 1960, Avrustad: 25 maj 1984, Skrotad: 1997

USS Patrick Henry kölsträcktes den 27 maj 1958 på General Dynamics Electric Boats varv i Groton och sjösattes den 22 september 1959. Hon fick sitt namn efter politikern Patrick Henry.

### USSTheodore Roosevelt(SSBN-600)
Påbörjad: 20 maj 1958, Sjösatt: 3 oktober 1959, Tagen i tjänst: 13 februari 1961, Avrustad: 28 februari 1981, Skrotad: 1995

USS Theodore Roosevelt kölsträcktes den 20 maj 1958 på Mare Island Naval Shipyards varv i Vallejo, Kalifornien och sjösattes den 3 oktober 1959. Hon fick sitt namn efter presidenten Theodore Roosevelt

### USSRobert E. Lee(SSBN-601)
Påbörjad: 25 augusti 1958, Sjösatt: 18 december 1959, Tagen i tjänst: 15 september 1960, Avrustad: 1 december 1983, Skrotad: 1991

USS Robert E. Lee kölsträcktes den 27 maj 1958 på Newport News Shipbuildings varv i Newport News och sjösattes den 22 september 1959. Hon fick sitt namn efter generalen Robert E. Lee

### USSAbraham Lincoln(SSBN-603)
Påbörjad: 1 november 1958, Sjösatt: 14 maj 1960, Tagen i tjänst: 8 mars 1961, Avrustad: 28 februari 1981, Skrotad: 1994

USS Abraham Lincoln kölsträcktes den 27 maj 1958 på Portsmouth Naval Shipyards varv i Kittery och sjösattes den 22 september 1959. Hon fick sitt namn efter presidenten Abraham Lincoln